# Microprotus paradoxus
Microprotus paradoxus là một loài chân đều trong họ Munnopsidae. Loài này được Birstein miêu tả khoa học năm 1970.